# Rudolf Krauszler
Rudolf Krauszler (ur. 17 lutego 1857, zm. 15 marca 1917) – tytularny marszałek polny porucznik cesarskiej i królewskiej Armii.

## Życiorys
Urodził się 17 lutego 1857. Został oficerem kawalerii cesarskiej i królewskiej Armii. Na stopień podpułkownika został mianowany ze starszeństwem z 1 maja 1904. W latach 1905–1906 pełnił służbę w Galicyjskim Pułku Ułanów Nr 7 w Stockerau na stanowisku komendanta 1. dywizjonu. W latach 1907–1912, w stopniu pułkownika, był komendantem Galicyjskiego Pułku Ułanów Nr 6 w Rzeszowie i Dębicy. W maju 1912 awansowany do stopnia generała majora. Mianowany w kwietniu, od 12 czerwca 1912 w stopniu generała majora był dowódcą 2 Brygady Kawalerii Obrony Krajowej w Ołomuńcu. Później pełnił funkcję komendanta miasta Olmütz. 1 maja 1915 został mianowany tytularnym marszałkiem polnym porucznikiem. Zmarł 15 marca 1917.

## Ordery i odznaczenia
- Order Korony Żelaznej 3. klasy (1911)[10]
- Brązowy Medal Zasługi Wojskowej na czerwonej wstążce[11]
- Odznaka za Służbę Wojskową III klasy[11]
- Medal Jubileuszowy Pamiątkowy dla Sił Zbrojnych i Żandarmerii[11]
- Krzyż Jubileuszowy Wojskowy[11]